# Zoé Félix
Zoé Félix (Parigi, 7 maggio 1976) è un'attrice francese.
È conosciuta al grande pubblico per aver recitato nel film Giù al Nord del 2008 nella parte di Julie Abrams. Nello stesso anno ha partecipato al Festival di Cannes.
Nel 2013 ha poi recitato nel film italiano Studio Illegale al fianco di Fabio Volo.

## Filmografia

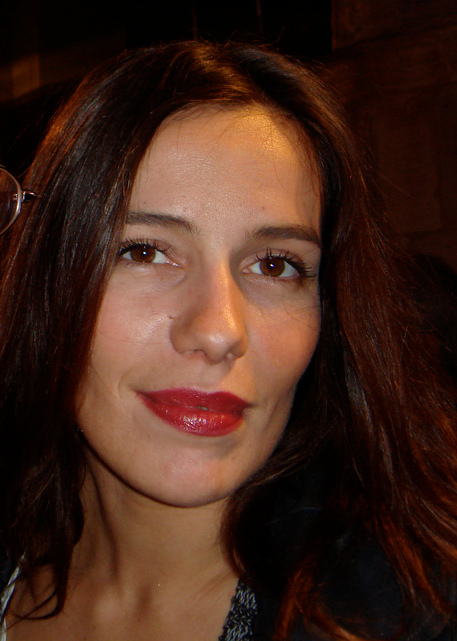
Zoé Félix nel 2006.

### Cinema
- Déjà mort, regia di Olivier Dahan (1998)
- Pour l'amour du ciel, regia di Philippe Azoulay (2000)
- Granturismo, regia di Denis Thybaud - cortometraggio (2000)
- Sunday Morning Aspirin, regia di El Diablo - cortometraggio (2001)
- Dolores, regia di Philippe Sfez - cortometraggio (2002)
- Bois ta Suze, regia di Emmanuel Silvestre e Thibault Staib - cortometraggio (2002)
- Sales Gosses, regia di Julien Pelgrand - cortometraggio (2003)
- La beuze, regia di François Desagnat e Thomas Sorriaux (2003)
- Osmose, regia di Raphael Fejtö (2003)
- Il cuore degli uomini (Le coeur des hommes), regia di Marc Esposito (2003)
- Zéro un, regia collettiva (2003) - (segmento "Aujourd'hui madame")
- Aujourd'hui madame, regia di César Vayssié - cortometraggio (2003)
- Le syndrome de Cyrano, regia di Camille Saféris - cortometraggio (2004)
- L'incruste, regia di Alexandre Castagnetti e Corentin Julius (2004)
- Noodles, regia di Jordan Feldman - cortometraggio (2004)
- Majorité, regia di Philippe Sfez - cortometraggio (2005)
- L'anniversaire, regia di Diane Kurys (2005)
- Toute la beauté du monde, regia di Marc Esposito (2006)
- Un train de retard, regia di Jeanne Gottesdiener - cortometraggio (2007)
- Le coeur des hommes 2, regia di Marc Esposito (2007)
- Giù al nord (Bienvenue chez les Ch'tis), regia di Dany Boon (2008)
- Captifs, regia di Yann Gozlan (2010)
- Studio illegale, regia di Umberto Carteni (2013)
- Grand départ, regia di Nicolas Mercier (2013)
- Le coeur des hommes 3, regia di Marc Esposito (2013)
- Uchronia, regia di Christophe Goffette (2016)

### Televisione
- Les redoutables - serie TV, episodi 1x5 (2000)
- H - serie TV, episodi 3x17 (2001)
- Vent de poussières, regia di Renaud Bertrand - film TV (2001)
- Sable noir - serie TV, episodi 1x4 (2006)
- Lascars - serie TV, episodi 2x24 (2007)
- Clara Sheller - serie TV, 6 episodi (2008)
- Fred Vargas: Crime Collection (Collection Fred Vargas) - serie TV, episodi 1x3 (2009)
- Myster Mocky présente - miniserie TV, episodi 3x1 (2009)
- Darwin 2.0, regia di Vincent Amouroux e Franck Pitiot - film TV (2010)
- Palmashow, l'émission - serie TV, episodi 1x15 (2013)
- What Ze Teuf - serie TV, episodi 1x9 (2013)
- Nos chers voisins - serie TV, episodi 2x150 (2013)
- Les Kassos - miniserie TV, episodi 1x3-1x5-1x13 (2013-2014)
- La Folle Histoire du Palmashow - serie TV, episodi 1x1 (2014)
- Le placard, regia di Dominique Thiel - film TV (2015)
- Prof T. - serie TV, 6 episodi (2016)